# Uvira
Uvira è una città nella Repubblica Democratica del Congo, situata a nord del Lago Tanganica. Ha un grande porto a Kalundu il quale provvede a collegare Kalemie e Kigoma in Tanzania.
La città è collegata da strade che portano a Bukavu e anche a Bujumbura, la capitale del Burundi.
Uvira è sede di una diocesi cattolica, suffraganea dell'arcidiocesi di Bukavu.